# ورابله
ورابله (به لاتین: Vráble) یک شهرک در اسلواکی با جمعیت ۹٬۳۹۰ نفر است که در Nitra District واقع شده‌است.